# 瓦西里·韦列夏金
瓦西里·韦列夏金（俄语： 1842年10月26日—1904年4月13日）俄罗斯知名战争艺术家、画家，是俄罗斯最早享誉世界的艺术家之一，他的作品多采用现实主义刻画了战争的残酷场景，导致他的不少画作从未得到展示。生于俄罗斯帝国諾夫哥羅德省切列波韦茨。日俄战争期间，韦列夏金受到海军中将斯捷潘·馬卡羅夫邀请登上彼得罗巴甫洛夫斯克号战列舰，1904年4月13日，所在舰艇在中国旅顺附近海域触及水雷沉没，韦列夏金与馬卡羅夫一同遇难。韋列夏吉諾、小行星3410以他的名字命名。